# Bitva na řece Addě
Bitva na řece Addě proběhla na řece Adda ve dnech 26. až 28. dubna 1799. Na jedné straně stála druhá koalice (Anglie, Rakousko ,Rusko aj.) a na druhé Francie. Bitva byla součástí italského pochodu Suvorova. Střetly se v ní spojené ruská a rakouská armáda pod vedením polního maršála Suvorova (43 000) s francouzskou armádou pod vedením nejprve generála Schérera a poté generála Moreaua (28 000).

## Průběh
Suvorov využil roztaženost linie francouzských vojsk a odvedl jejich pozornost činností oddílů generála Bagrationa, které 25.-26. dubna zaměstnaly na pravém křídle generála Soyeze a Sérruriera u Lecca. Poté spojenci 27. dubna zaútočili v centru francouzských pozic a po dvoudenních bojích jim uštědřili těžkou porážku. Francouzi ztratili 2 500 mrtvých a raněných a 5 000 zajatých a spojenci asi 2 500 celkem. Vítězství otevřelo spojencům cestu k obsazení Milána.